# Ypthima evansi
Ypthima evansi är en fjärilsart som beskrevs av John Nevill Eliot 1967. Ypthima evansi ingår i släktet Ypthima och familjen praktfjärilar. Inga underarter finns listade i Catalogue of Life.